# Rumeanțevo, Loveci
Rumeanțevo (în bulgară Румянцево) este un sat în comuna Lukovit, regiunea Loveci,  Bulgaria. 

## Demografie
Componența etnică a satului Rumeanțevo
     Turci (2,67%)
     Nicio identificare (16,22%)
     Bulgari (79,61%)
     Romi (0,74%)
     Altele (0,74%)
La recensământul din 2011, populația satului Rumeanțevo era de 672 locuitori. Din punct de vedere etnic, majoritatea locuitorilor (79,61%) erau bulgari, cu o minoritate de turci (2,67%). Pentru 16,22% din locuitori nu este cunoscută apartenența etnică.